# Johannes Heesters
Johan Marius Nicolaas (Johannes) Heesters (Amersfoort, 5 december 1903 – Starnberg, 24 december 2011) was een Nederlands acteur en operettezanger. Door zijn Duitse fans werd hij liefkozend Jopie (Heesters) genoemd.
Heesters, die 108 jaar oud werd, trad tot op 107-jarige leeftijd op. Hij was hiermee de oudste actieve artiest ter wereld. In het Guinness Book of Records staat hij vermeld als langst optredende artiest (met een loopbaan van meer dan 90 jaar) en oudste acteur ter wereld ooit. In Nederland is hij veelbesproken wegens een – naar eigen zeggen niet vrijwillig – bezoek aan concentratiekamp Dachau gedurende het naziregime.
In zijn tweede vaderland Duitsland, waar hij vanaf 1936 woonde, was Heesters zeer populair. Hij heeft naar schatting ruim negenduizend keer op de planken gestaan en in vele films gespeeld. Op 16 februari 2008 trad Heesters nog eenmaal in zijn vaderland, Nederland, op met een concert in theater De Flint in zijn geboortestad Amersfoort.

## Levensloop

### Amsterdamse jaren

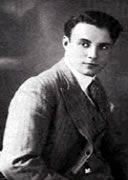
Heesters als jongeman van 15 in 1919

Johannes Heesters werd in Amersfoort geboren als jongste van vier zonen en een dochter van Jacobus Heesters (1865-1946) en Geertruida Jacoba van den Heuvel (1866-1951).
Hij verhuisde in 1912 met zijn ouders naar Amsterdam. Na zijn schooltijd werkte hij bij een bank. Op 16-jarige leeftijd besloot hij toneelspeler te worden. Hij rondde een zang- en toneelopleiding succesvol af en had zijn eerste toneeloptreden in 1921. In 1924 kreeg hij zijn eerste filmoptreden: een bijrol in de stomme film Cirque hollandais, onder de regie van Theo Frenkel. Johan Heesters speelde toneel in het Amsterdamse Carré en het Paleis voor Volksvlijt, maar ook steeds meer elders in het land. In 1934 had hij een filmrol in Bleeke Bet, waarin hij het lied "O mooie Westertoren" onsterfelijk maakte.
In 1930 trouwde Heesters met de Belgische actrice Louisa Ghijs, met wie hij tot haar dood in 1985 samen bleef. Met haar kreeg hij twee dochters: Wiesje (geboren in 1931 in Den Haag) en Nicole (geboren in 1937 in Potsdam). Nicole Heesters is een Duits actrice, net als haar dochter en Heesters' kleindochter Saskia Fischer. Louisa 'Wieske' Ghijs was waarschijnlijk de inspiratie voor de naam van het karakter Wiske uit Suske en Wiske van Willy Vandersteen.

### Naar Wenen en Berlijn
In 1934 debuteerde Heesters bij de Wiener Volksoper in Carl Millöckers Der Bettelstudent. In 1936 verhuisde Heesters naar Berlijn, waar hij aan diverse operetteverfilmingen en musicalfilms meewerkte waaronder de Duitse muziekfilm Nanon (1938). Ook in 1938 zong hij voor het eerst de rol van Graaf Danilo Danilowitsch in de operette Die lustige Witwe van Franz Lehár, een rol die hij 35 jaar lang zou spelen en uitgroeide tot zijn handelsmerk.

### Heesters tijdens de Tweede Wereldoorlog
Heesters' rol tijdens de Tweede Wereldoorlog is omstreden, met name in zijn geboorteland Nederland. Voor en tijdens de oorlog trad hij veelvuldig op in Duitse films en theaters. Hij distantieerde zich toen niet expliciet van het naziregime, maar hij was geen partijlid. Adolf Hitler bezocht in de jaren 30 meerdere malen optredens van Heesters.
Op 21 mei 1941 bezocht Heesters het concentratiekamp Dachau. In zijn autobiografie schrijft Heesters dat hij gedwongen werd het kamp te bezoeken en dat Dachau op hem overkwam als een gewoon soldatenkamp zoals hij dat uit de bladen kende. Er zijn meerdere foto's waarop Heesters in Dachau staat afgebeeld, onder meer foto's waarop hij in de kantine praat met SS'ers. Heesters bezwoer echter niet voor ze opgetreden te hebben. Dachau was overigens naast een concentratiekamp ook een reguliere kazerne voor SS-soldaten. De twee complexen stonden naast elkaar en de kazerne was ook verantwoordelijk voor de bewaking van het gevangenenkamp. Gezien Heesters' verklaring lijkt het erop dat hij wel de kazerne bezocht heeft, maar niet in het gevangenenkamp geweest is. Zeker is dat echter niet. Het bezoek aan het concentratiekamp werd Heesters door sommige Nederlanders na de Tweede Wereldoorlog niet in dank afgenomen: Heesters werd door hen veelvuldig spottend voor 'Heesters SS' uitgemaakt.

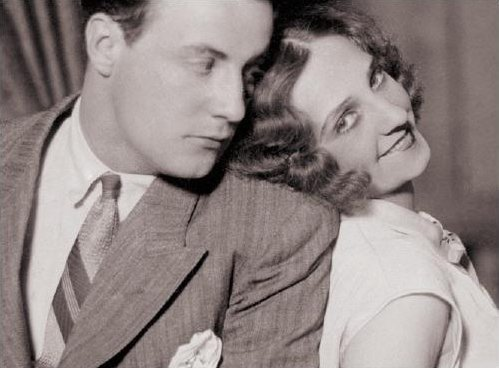
Met zijn eerste echtgenote: Louisa Ghijs

Op 7 december 2007 kreeg Simone Rethel, de tweede vrouw van Heesters, in het TROS-programma TV Show op reis van Ivo Niehe de gelegenheid om de kwestie van de zogenaamde 'belastende foto's', die bij Heesters' omstreden bezoek van begin 1941 aan het kamp Dachau zouden zijn gemaakt, recht te zetten. De beschuldiging was dat Heesters bij deze gelegenheid zou hebben opgetreden voor de SS. Nu de foto's boven tafel zijn gekomen, lijken deze beschuldigingen vals te zijn, iets wat Heesters zelf ook altijd heeft volgehouden. Ondanks het feit dat er van het bezoek veel foto's gemaakt zijn, zijn er geen foto's van een optreden bekend, noch foto's waarin Heesters gekleed is voor een optreden.
In het gratis dagblad De Pers verscheen op 19 januari 2008 een groot artikel waarin de banden van Heesters met de nazi's worden beschreven. Heesters ondertekende naar verluidt een brief aan Joseph Goebbels in 1942 met "Heil Hitler", hij woonde in geconfisqueerde woningen van gevluchte Duitse Joden en Heesters zou ook aandelen gehad hebben in de Duitse wapenindustrie. De Pers verwijst naar een Elsevier-artikel uit 1978 en naar een biografie van Heesters waarin wordt gesteld dat minstens één inmiddels overleden getuige Heesters voor SS'ers heeft zien optreden.
De Duitse publicist Volker Kühn beweert nog steeds dat Heesters in 1941 wel voor SS-commandanten in Dachau heeft gezongen. Kühn doet deze bewering in een boek en beroept zich daarbij op een inmiddels overleden getuige. Op 27 november 2008 begon in Berlijn een door Heesters aangespannen rechtszaak tegen Volker Kühn. Heesters eiste dat Kühn zijn beschuldiging introk. Heesters was zelf bij het proces niet aanwezig vanwege een optreden in Hamburg. De rechter oordeelde echter dat, onder andere door de dood van een ooggetuige, de waarheid hierover waarschijnlijk nooit meer is te achterhalen en gaf Kühn toestemming om zijn bewering over Heesters' gedrag in Dachau uit te blijven dragen. Begin 2009 stelde Heesters  tegen deze uitspraak in beroep te gaan.
In augustus 1944 werd Heesters door Adolf Hitler en Joseph Goebbels op de 'Gottbegnadeten-Liste' geplaatst, de lijst van 'door God begenadigde' kunstenaars die voor het Derde Rijk onmisbaar waren. Hij was een van de twee niet-Duitsers op deze lijst (de andere was de Deense operazanger Helge Rosvaenge).

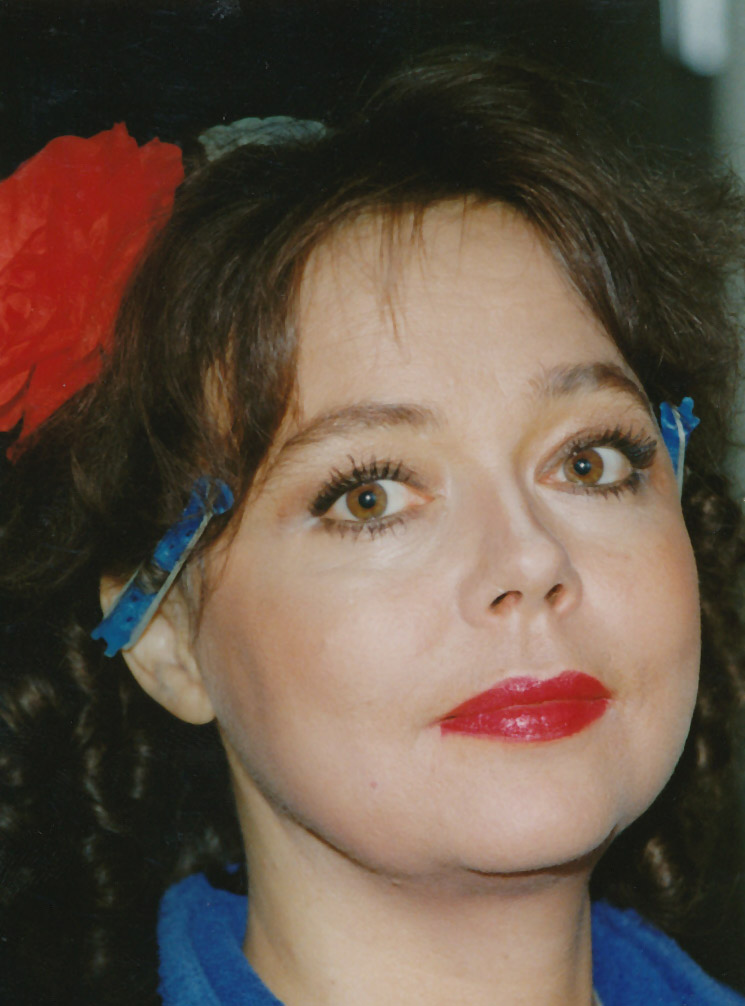
Heesters' tweede echtgenote: Simone Rethel

Op 3 december 2008, op de vooravond van zijn 105e verjaardag, werd in het Nederlandse televisieprogramma De Wereld Draait Door een interview getoond door De Jakhalzen, waarin Heesters Adolf Hitler "ein guter Kerl" noemde. Toen zijn echtgenote daarop zei dat Hitler 'de grootste misdadiger van de wereld' was, zei Heesters dat Hitler niet goed was, maar voor hem persoonlijk aardig was geweest. In het interview zei hij zich nooit erg met politiek te hebben beziggehouden en Hitler nauwelijks persoonlijk gekend te hebben. Volgens echtgenote Simone Rethel waren de passages waarin haar man afstand nam van het naziregime doelbewust uit het interview geknipt. In een uitzending van het Duitse televisieprogramma Wetten, dass..? op 13 december 2008 bood Heesters zijn excuses aan voor de bewuste uitspraak.

### Na de oorlog

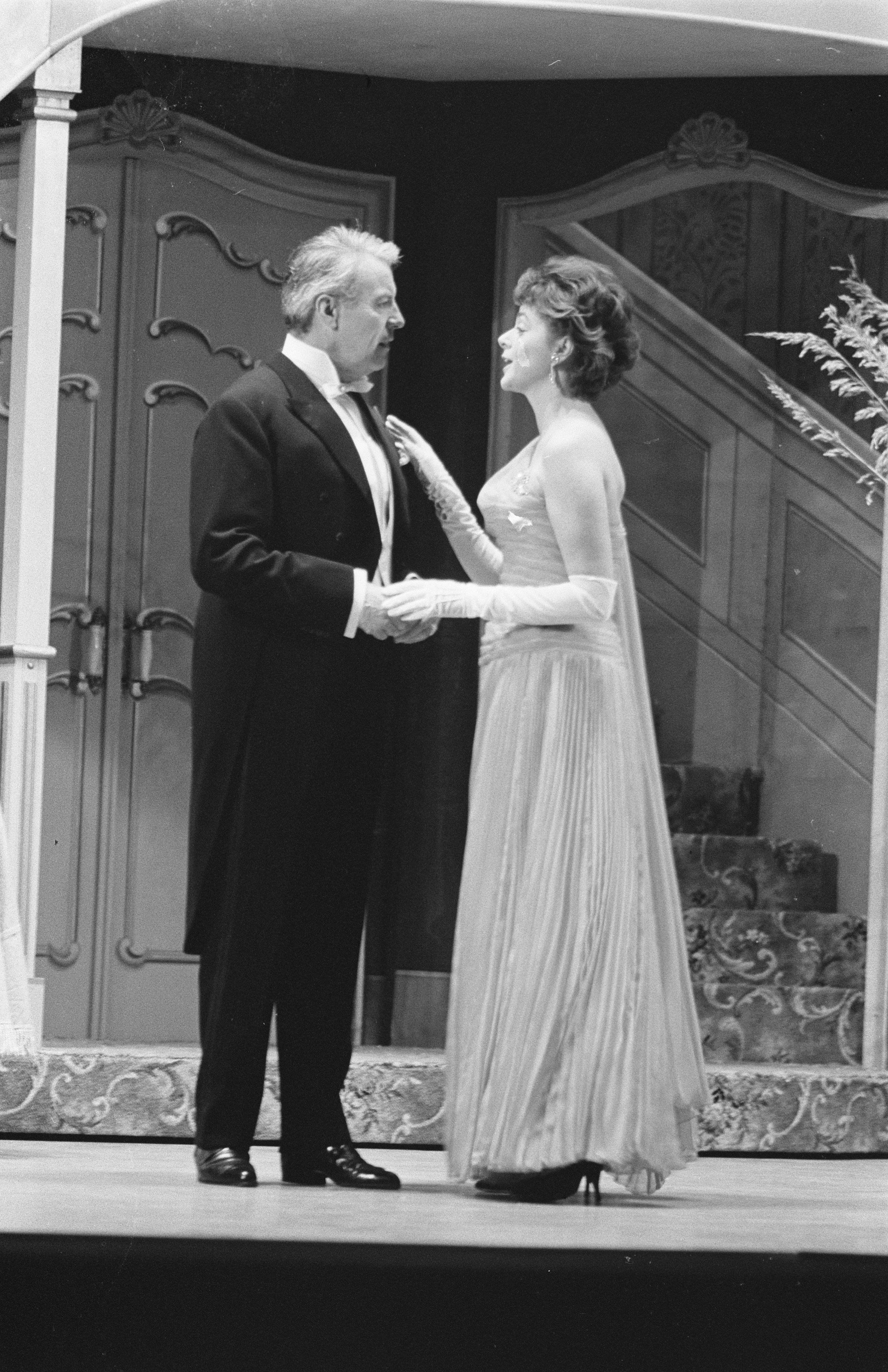
Johan Heesters tijdens de voorbereiding van The Sound of Music (24 januari 1964)

Na de oorlog werden de films van Johan Heesters door de geallieerden niet als nazipropaganda bestempeld, waarna Heesters zijn carrière kon voortzetten. Hij zong in Duitsland en Oostenrijk en verscheen in een aantal films in de late jaren '40. Hij stopte met films maken rond 1960 en concentreerde zich op toneel, langspeelplaten en televisieoptredens. In 1963 werd Johan Heesters terug naar Nederland gehaald voor de rol van anti-nazikapitein Von Trapp in de theaterversie van The Sound of Music. Er verscheen een LP uitgegeven door Philips met alle liedjes en onder bewerking van René Sleeswijk en Karel Wunnink.
Het publiek bleef echter weg. In theater Carré werd hij zelfs uitgejouwd met de kreet "Heesters SS! Heesters SS!". Heesters keerde terug naar Duitsland, maar behield zijn Nederlandse nationaliteit.
Na het overlijden van zijn eerste vrouw in 1985 trouwde Heesters in 1992, zeven jaar later kortom, met de 46 jaar jongere Duitse actrice Simone Rethel, een groot fan van hem. Van 1996 tot de zomer van 2001 speelde Heesters naast zijn vrouw in het speciaal voor hem geschreven stuk Ein gesegnetes Alter.

### Heesters als eeuweling
Op zondag 23 november 2003 werd in München een groot televisiegala ter gelegenheid van Heesters' honderdste verjaardag opgenomen, dat vervolgens op donderdag 4 december door de Duitse televisiezender ARD uitgezonden werd.
Met zijn vrouw (ook als zijn vrouw) speelde Heesters in de zomer van 2003 in een aflevering van de Duitse televisieserie In aller Freundschaft de rol van een oude medische professor.

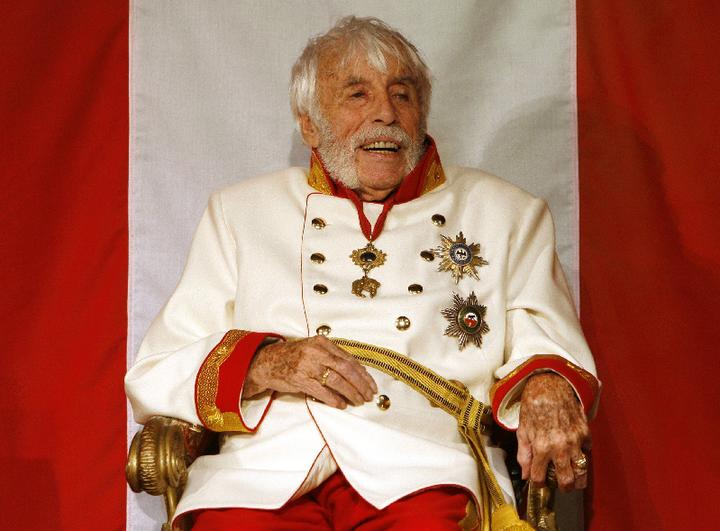
Johannes Heesters in de rol van Franz Joseph in de operette Im weißen Rößl in Hamburg in het Komödie Winterhuder Fährhaus in 2008

In november 2007 maakte Heesters bekend opnieuw te willen gaan optreden in Nederland en in december vond een televisieshow ter gelegenheid van zijn 104e verjaardag plaats. Op 15 december startte de voorverkoop voor zijn concert bij theater "De Flint" in Amersfoort. Het concert, op 16 februari 2008 in Amersfoort, verliep ondanks protesten van extreemlinkse activisten van de NCPN, AFVN, AFA en CJB en een tegenprotest van radicaalrechtse demonstranten relatief rustig.
In de Amersfoortse St.-Aegtenkapel werd ook op de avond van 16 februari een 'muzikaal tegengeluid' ten gehore gebracht. Daarom werd muziek gespeeld van in de oorlog omgebrachte Joodse componisten.
Op 24 januari 2011 trad de op dat moment 107-jarige Heesters onverwacht opnieuw op in theater "De Flint" in Amersfoort, dit ter gelegenheid van het afscheid van theaterdirecteur Pieter Erkelens. Een uitnodiging van de Duitse president Christian Wulff om in april 2011 te verschijnen op een receptie tijdens het staatsbezoek van toenmalig koningin Beatrix aan Duitsland werd later weer ingetrokken met als officiële reden 'overboeking'.

### Ziekte en overlijden
Heesters werd eind november 2011 met hoge koorts opgenomen in het ziekenhuis. In verband daarmee werden de uitgebreide vieringen rond zijn 108e verjaardag op 5 december afgelast, evenals zijn aanwezigheid bij de première van de film "Ten", over de Tien geboden, waarin hij de rol van Petrus speelt. Daags voor zijn verjaardag werd hij ontslagen uit het ziekenhuis. Op 17 december 2011 werd hij echter opnieuw opgenomen in het ziekenhuis van zijn woonplaats Starnberg. Heesters overleed op 108-jarige leeftijd in de ochtend van 24 december, exact één week later, op de intensive care van datzelfde ziekenhuis. Tijdens de uitvaartdienst in de kapel van het kerkhof speelden de pianisten Florian Fries en Uli Kofler, met wie Heesters heeft opgetreden. De voorganger was Konrad Schreiegg, de vroegere pastoor van zijn woonplaats Starnberg. De Beierse Minister van Cultuur, Ludwig Spänle, hield een toespraak. Heesters werd op 30 december begraven op het "Nordfriedhof" in München.
Hij liet een weduwe, twee dochters, vijf kleinkinderen, elf achterkleinkinderen en drie achter-achterkleinkinderen na ten tijde van zijn overlijden.

## Publicaties
In 1978 verschenen zijn memoires met de titel Es kommt auf die Sekunde an, en in 1993 zijn eerste autobiografie Ich bin gottseidank nicht mehr jung ter gelegenheid van zijn 90e verjaardag. In 2003, toen hij honderd werd, kwam nog een autobiografisch boek uit: Auch hundert Jahre sind zu kurz.
Heesters schonk zijn archief aan de Akademie der Künste in Berlijn. In 2006 wijdde de Akademie een tentoonstelling aan zijn leven en carrière, onder de naam Johannes Heesters - Auf den Spuren eines Phänomens. Hij opende de tentoonstelling zelf met een optreden.